# タシカン
タシカン(TASHI KANG)はネパール中部にある標高6000m級の山。ダウラギリ山群の北東部に位置しヒドンバレーに面して東から順にIからⅢまでの3つの峰を持つ。Ⅱ峰とⅢ峰は同一の標高。

## 概要
- タシカンI峰は標高6386m。現地の登山当局と現地在住の山岳ジャーナリストに確認したところ、主峰の１峰については、2002年時点で登頂記録はなかった[1]。2002年8月14日に東京都勤労者山岳連盟に所属する登山家グループが初登頂している[1]。
- タシカンⅡ峰は標高6157m
- タシカンⅢ峰は標高6157m。1974年に当時の西ドイツ登山家が登った記録が残されている[1]。

I峰-Ⅲ峰まで登頂自体の難易度はそれほど高くなく、1度の遠征で3つの内複数の峰に登る登山者も居る。登山は通常カトマンズ-ポカラ経由でジョムソン空港でカリガンダキ川沿いのマルファ(Marpha)村に入り、そこから高所順応をしながら登山道を進む。ダウラギリも同方向にある。雨季はジョムソン空港への着陸は難しいので陸路となることが多いが、陸路も非舗装の悪路で至る所で土砂崩れでルートが寸断される。

### タシカンI峰への初登頂
東京都勤労者山岳連盟に所属する熟年クライマーらが挑戦した。平均年齢55歳という21人の登山隊が結成された。8月4日に日本を出発し8月6日にマルファ村に入った。21人のうち5人はリトルトゥクチェピーク（5846m)に向かった。残りの16人は8月11日に標高5000m地点にベースキャンプを設営。3人がタシカンⅢ峰に登頂した。タシカンI峰へは12名が挑戦したが内8人は標高6000m付近で安全を考慮して引き返し、2002年8月14日に残る岩崎照幸、河野千鶴子、茂木康枝、片倉昭江の4人がタシカンI峰への初登頂を試み成功した。

## 特記事項
タシカンI峰の東側にはタサルツェ（6343m）があり、これは2018年9月に九州大学山岳会が初登頂に成功した。九州大学山岳会にとって、2018年のタサルツェ遠征は3度目の挑戦であった。北にタシカン北峰（6405m）があるが、2019年現在未登となっている